# Venturiaceae
Venturiaceae is een familie van de  Ascomyceten. Het typegeslacht is Venturia. 

## Geslachten
Volgens Index Fungorum telt de familie 20 geslachten:
- Acantharia
- Apiosporina
- Arkoola
- Atopospora
- Botryostroma
- Caproventuria
- Coleroa
- Cylindrosympodioides
- Dibotryon
- Dimerosporiopsis
- Lasiobotrys
- Maireella
- Metacoleroa
- Pseudoparodiella
- Rhizogene
- Spilodochium
- Trichodothella
- Trichodothis
- Tyrannosorus
- Venturia